# Detonação

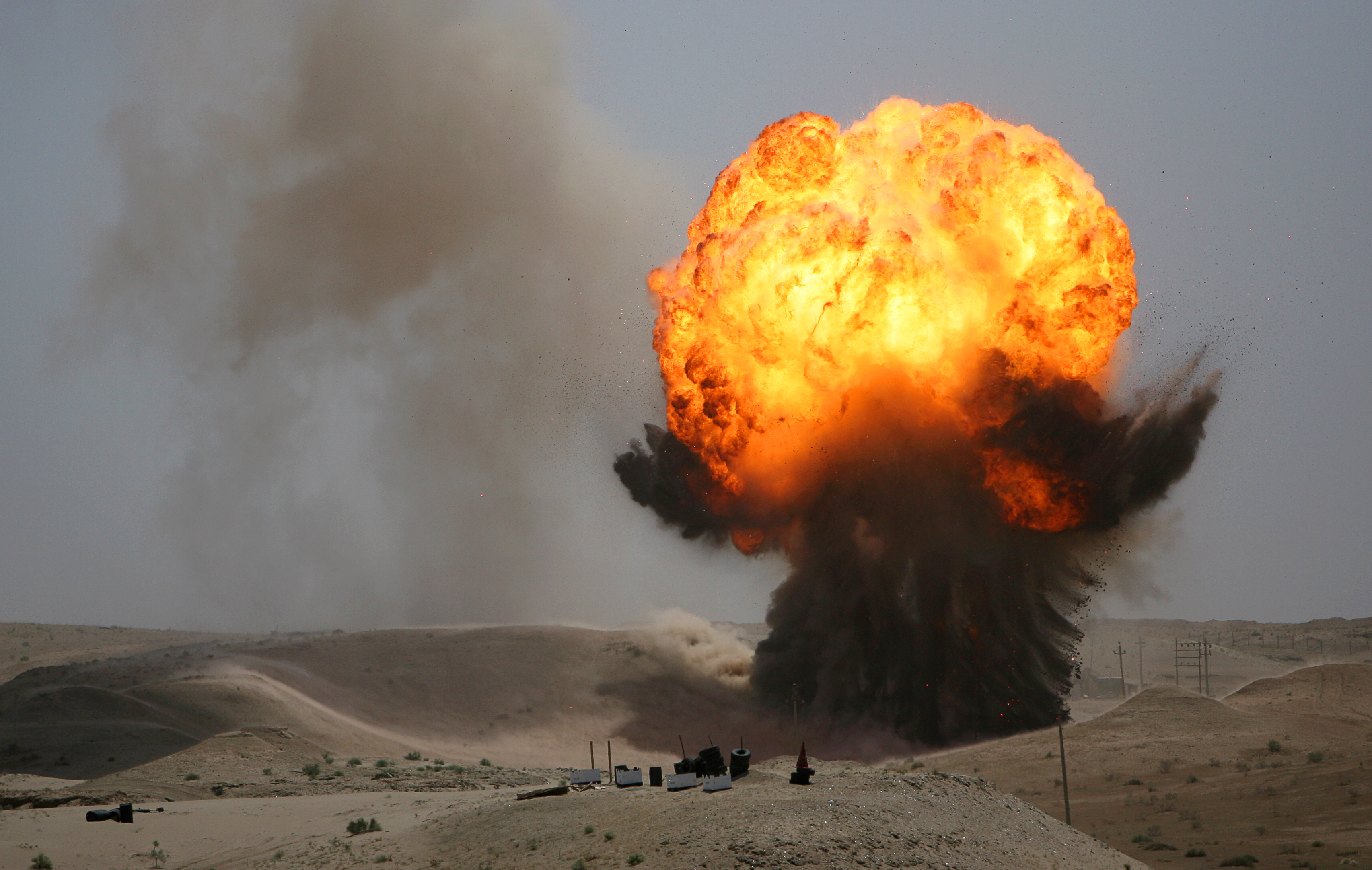
Uma detonação de descarte controlado de bombas no Iraque, em 2006; detonar a bomba faz com que o fogo e a fumaça sejam impulsionados para cima.

Detonação é um processo de combustão supersônica em que a energia liberada na zona inicial de reação propaga-se através do material na forma de uma onda de choque. Esta onda de choque comprime as moléculas do material, elevando sua temperatura até o ponto de ignição. A detonação difere da deflagração, que se propaga a uma velocidade subsônica e não gera onda de choque ou grandes variações de pressão. Devido às altas pressões desenvolvidas, detonações costumam ser muito mais destrutivas que deflagrações.

## Motores a combustão interna
Motores de combustão interna também são popularmente chamados de motores a explosão. Esta denominação, apesar de frequente, não é tecnicamente correta. De fato, o que ocorre no interior da câmara de combustão não é uma explosão de gases, é uma combustão (queima controlada com frente de chama) ou deflagração. O que pode-se chamar de explosão (queima descontrolada sem frente de chama definida) é uma detonação dos gases, que deve ser evitada nos motores de combustão interna, a fim de proporcionar maior durabilidade deles e menores taxas de emissões de poluentes atmosféricos provenientes da dissociação de gás nitrogênio gerados durante a queima descontrolada. Ela ocorre quando um resto de combustível no final da combustão tem sua temperatura e pressão elevados a ponto de se auto-ignitar. Essa queima não controlada do combustível gera um ruído característico (conhecido como batida de pino apesar de nenhum pino bater, o ruído é proveniente da ressonância da câmara de combustão transmitida ao bloco) e eventualmente dano mecânico, principalmente em pistão, anéis, velas e válvulas.
A taxa de compressão do motor Ciclo Otto é juntamente com a octanagem do combustível e a temperatura de operação do motor responsável por definir o limite de detonação.
Existe um aumento de pressão da câmara de combustão (tanto valor de pico quanto valor médio) e consequente aumento da temperatura dos gases. A detonação é caracterizada por ser função do avanço de ignição. Portanto, se o ruído que se acredita ser detonação não varia quando se varia o avanço, não é detonação. Existem vários métodos de detecção de detonação como ouvir o ruído característico, medir aceleração (por volta dos 5 kHz) do bloco do motor, medir pressão da câmara de combustão ou medir variações em uma corrente iônica que percorra a câmara de combustão (normalmente usa-se a vela para isso). O método de detecção mais amplamente utilizado comercialmente é medir a aceleração do bloco do motor (barato e razoavelmente confiável). Em pesquisa ou desenvolvimento ouvir o ruído característico ou medir a pressão de combustão são os métodos mais empregados.